# Celownik pierścieniowy

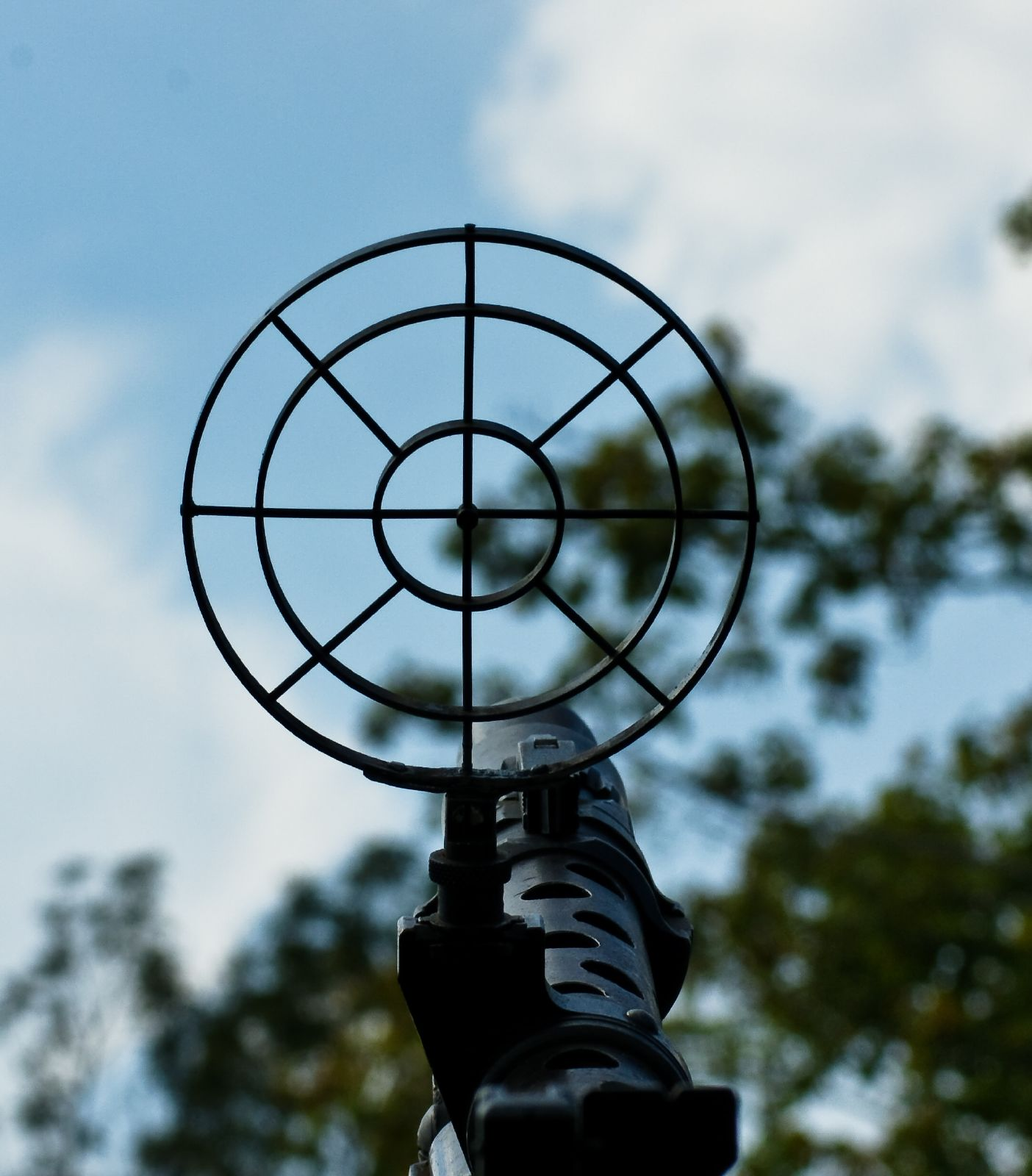
Celownik pierścieniowy

Celownik pierścieniowy – rodzaj celownika mechanicznego wykorzystującego muszkę kołową złożoną z kilku pierścieni rozmieszczonych współosiowo, z których każdy uwzględnia wartość wyprzedzenia toru lotu pocisku względem poruszającego się celu (najczęściej powietrznego).

## Charakterystyka
Celownik pierścieniowy jest popularnie stosowany w przeciwlotniczych karabinach maszynowych i małokalibrowych działkach przeciwlotniczych, ułatwiając prowadzenie celnego ognia z ziemi do obiektów znajdujących się w powietrzu. Zbudowany jest z kilku pierścieni rozmieszczonych współosiowo i połączonych poprzeczkami. Każdy z pierścieni uwzględnia odpowiednie wyprzedzenie pocisku względem szybko poruszającego się celu, przy czym wyboru odpowiedniego pierścienia dokonuje się na podstawie odległości do celu, jego prędkości oraz kierunku ruchu. Podczas celowania istotne jest aby oko celowniczego, wybrany pierścień oraz cel znajdowały się w jednej linii.